# Чемпионат Ленинграда по футболу 1924
Первенство Ленинграда по футболу 1924  стало ХХIV и первым, проведенным Ленинградским губернским советом по физической культуре (ЛГСФК) после закрытия Петроградской футбольной лиги (ПФЛ).
Победителем стал Петроградский район (Районный кружок «Спартак» Петроградского района)

## Организация и проведение турнира
Наряду с новым названием города, в ленинградском (теперь уже) футболе в начале 1924 года произошли (как и годом ранее в Москве) революционные преобразования. После распоряжения Ленсовета от 10 марта 1924 года (на основании решения Высшего совета физической культуры (ВСФК) при ВЦИК) «о роспуске гражданских, частных, общественных спортивных кружков и организаций», субъектами спортивных соревнований могли быть только так называемые «районные кружки» спортивной организации под эгидой ЛКСМ, носившей название «Спартак». Было оговорено исключение только для общества «Динамо» (под эгидой ОГПУ). Это распоряжение автоматически сделало нелигитимным существование Петроградской футбольной лиги и всех входящих в нее клубов — они немедленно прекратили свою деятельность.
В новых условиях спортивные соревнования должны были проводиться по территориальному принципу — между представителями различных районов города (так называемыми "районными кружками «Спартака»" — в то время их было шесть) и Ленинградского уезда. В каждом из районов были организованы так называемые "инструкторские" команды (объединявшие бывших футболистов ПФЛ — фактически, они представляли собой бывшие клубы лиги практически в полном составе со всей инфраструктурой и стадионами) и так называемые "массовые" команды, состоящие номинально из любителей (которые организовывались и функционировали практически автономно за счёт ресурсов, в основном, профсоюзов, и только формально объединялись в так называемый "районный отряд" «Спартака»). Ввиду всех реорганизаций весеннее первенство проведено не было; после ликвидации лиги сам ЛГСФК был практически не в состоянии организовать сколько-нибудь масштабный осенний чемпионат. В прессе публиковались различные планы проведения осеннего первенства — предполагался, в частности, турнир по круговой системе: был опубликован календарь нескольких туров и проведено несколько матчей, которые, однако, не получили какого-либо развития и завершения.
В конечном итоге чемпионат все же был разыгран в простейшем виде: представители всех районов и уезда (7 команд) соревновались по «олимпийской системе» на пяти соревновательных уровнях (всего 35 участников).
На высшем соревновательном уровне (носил название Старшая группа) были представлены "инструкторские" или "показательные" команды
- Районный кружок «Спартак» Петроградского района (или просто Петроградский район) — фактически бывший клуб ПФЛ «Спорт» со стадионом на Крестовском острове (переименованном в стадион ЛЦКС)[11]. В начале сезона был выведен из районного подчинения в отдельный внетерриториальный отряд «Спартака» под названием Ленинградский центральный клуб «Спартак» (ЛЦКС), затем вновь стал относиться к Петроградскому району[6].
- Выборгский район — фактически бывший клуб ПФЛ «Унитас» со своим стадионом в Удельнинском парке[12][13].
- Центральный район — фактически бывший клуб ПФЛ «Меркур» с полем Таврического сада[13].
- Московско-Нарвский район — фактически бывший клуб ПФЛ «Путиловский». В данном сезоне сменил название на «Красный путиловец»; в чемпионате выступал на одноименном поле завода как представитель Московско-Нарвского района и принял соответствующее название[14]. Позиционировался как клуб, в котором выступают рабочие "от станка"; в реальности таковым практически не являлся — был укомплектован, по выражению журнала «Спартак», "профессионалами старых годов"[15].
- Володарский район — фактически бывший клуб ПФЛ «Мурзинка» со стадионом в одноименной деревне в парке «Спартак». Клуб принял новое название Обуховского завода — «Большевик» — и выступал как представитель Володарского района[14]. Также позиционировался как "рабочий" клуб, но имел в составе в основном игроков ПФЛ[15].
- Василеостровский район — декларировалось отсутствие связи со "старыми" клубами и практически полное участие "новых" молодых игроков[6].
- Ленинградский уезд — фактически бывший клуб ПФЛ «Коломяги» со своим лучшим в Ленинграде футбольным полем[16][11].

Символика и цвета «новых» клубов соответствовали их «буржуазным» прародителям; клубную преемственность, помимо многочисленных упоминаний в прессе тех времён, красноречиво подчеркнул в своем отчёте о тренировочном матче городских сборных на «новом» стадионе ЛЦКС корреспондент журнала «Спартак» под псевдонимом Око
... публика, усиленно агитируемая против старых названий клубов и приучаемая, и, кажется, уже приученная к новым формам организации, смеялась, стоя в очереди за билетами и видя на воротах надпись «Петроградский Кр. Люб. Спорта»; напоминаем, что нужно снять эту надпись и повесить другую.Журнал «Спартак» № 4 (июль) 1924 года

## Ход турнира
В коротком шестиматчевом турнире (продолжавшемся, тем не менее, почти месяц) не произошло никаких сенсаций — на вершине вновь оказалась «большая четвёрка» питерских клубов (несколько обезличенных новыми названиями). В финале Петроградский район (недавний «Спорт») достаточно уверенно победил Ленинградский уезд (бывшие «Коломяги»).

### Турнирная сетка
|  | 1/4 финала               | 1/4 финала               | 1/4 финала               | 1/4 финала               | 1/4 финала               | 1/4 финала               | 1/4 финала               | 1/4 финала               | 1/4 финала               | 1/4 финала         |                     |                     | 1/2 финала          | 1/2 финала          | 1/2 финала          | 1/2 финала          | 1/2 финала          | 1/2 финала          | 1/2 финала          | 1/2 финала | 1/2 финала | 1/2 финала |                     |                     | Финал               | Финал               | Финал               | Финал               | Финал               | Финал               | Финал               | Финал | Финал | Финал |
|  |                          |                          |                          |                          |                          |                          |                          |                          |                          |                    |                     |                     |                     |                     |                     |                     |                     |                     |                     |            |            |            |                     |                     |                     |                     |                     |                     |                     |                     |                     |       |       |       |
|  | Петроградский район      | Петроградский район      | Петроградский район      | Петроградский район      | Петроградский район      | Петроградский район      | Петроградский район      | Петроградский район      | Петроградский район      | 3                  |                     |                     |                     |                     |                     |                     |                     |                     |                     |            |            |            |                     |                     |                     |                     |                     |                     |                     |                     |                     |       |       |       |
|  | Петроградский район      | Петроградский район      | Петроградский район      | Петроградский район      | Петроградский район      | Петроградский район      | Петроградский район      | Петроградский район      | Петроградский район      | 3                  |                     |                     |                     |                     |                     |                     |                     |                     |                     |            |            |            |                     |                     |                     |                     |                     |                     |                     |                     |                     |       |       |       |
|  | Московско-Нарвский район | Московско-Нарвский район | Московско-Нарвский район | Московско-Нарвский район | Московско-Нарвский район | Московско-Нарвский район | Московско-Нарвский район | Московско-Нарвский район | Московско-Нарвский район | 0                  |                     |                     |                     |                     |                     |                     |                     |                     |                     |            |            |            |                     |                     |                     |                     |                     |                     |                     |                     |                     |       |       |       |
|  | Московско-Нарвский район | Московско-Нарвский район | Московско-Нарвский район | Московско-Нарвский район | Московско-Нарвский район | Московско-Нарвский район | Московско-Нарвский район | Московско-Нарвский район | Московско-Нарвский район | 0                  | Петроградский район | Петроградский район | Петроградский район | Петроградский район | Петроградский район | Петроградский район | Петроградский район | Петроградский район | Петроградский район | 3          |            |            |                     |                     |                     |                     |                     |                     |                     |                     |                     |       |       |       |
|  |                          |                          |                          |                          |                          |                          |                          |                          |                          |                    | Петроградский район | Петроградский район | Петроградский район | Петроградский район | Петроградский район | Петроградский район | Петроградский район | Петроградский район | Петроградский район | 3          |            |            |                     |                     |                     |                     |                     |                     |                     |                     |                     |       |       |       |
|  |                          |                          | Выборгский район         | Выборгский район         | Выборгский район         | Выборгский район         | Выборгский район         | Выборгский район         | Выборгский район         | Выборгский район   | Выборгский район    | 1                   |                     |                     |                     |                     |                     |                     |                     |            |            |            |                     |                     |                     |                     |                     |                     |                     |                     |                     |       |       |       |
|  | Выборгский район         | Выборгский район         | Выборгский район         | Выборгский район         | Выборгский район         | Выборгский район         | Выборгский район         | Выборгский район         | Выборгский район         | Выборгский район   | Выборгский район    | 1                   | ?                   |                     |                     |                     |                     |                     |                     |            |            |            |                     |                     |                     |                     |                     |                     |                     |                     |                     |       |       |       |
|  | Выборгский район         | Выборгский район         | Выборгский район         | Выборгский район         | Выборгский район         | Выборгский район         | Выборгский район         | Выборгский район         | Выборгский район         |                    |                     |                     | ?                   |                     |                     |                     |                     |                     |                     |            |            |            |                     |                     |                     |                     |                     |                     |                     |                     |                     |       |       |       |
|  | Василеостровский район   | Василеостровский район   | Василеостровский район   | Василеостровский район   | Василеостровский район   | Василеостровский район   | Василеостровский район   | Василеостровский район   | Василеостровский район   | ?                  |                     |                     |                     |                     |                     |                     |                     |                     |                     |            |            |            |                     |                     |                     |                     |                     |                     |                     |                     |                     |       |       |       |
|  | Василеостровский район   | Василеостровский район   | Василеостровский район   | Василеостровский район   | Василеостровский район   | Василеостровский район   | Василеостровский район   | Василеостровский район   | Василеостровский район   | ?                  |                     |                     |                     |                     |                     |                     |                     |                     |                     |            |            |            | Петроградский район | Петроградский район | Петроградский район | Петроградский район | Петроградский район | Петроградский район | Петроградский район | Петроградский район | Петроградский район | 3     |       |       |
|  |                          |                          |                          |                          |                          |                          |                          |                          |                          |                    |                     |                     |                     |                     |                     |                     |                     |                     |                     |            |            |            | Петроградский район | Петроградский район | Петроградский район | Петроградский район | Петроградский район | Петроградский район | Петроградский район | Петроградский район | Петроградский район | 3     |       |       |
|  |                          |                          | Ленинградский уезд       | Ленинградский уезд       | Ленинградский уезд       | Ленинградский уезд       | Ленинградский уезд       | Ленинградский уезд       | Ленинградский уезд       | Ленинградский уезд | Ленинградский уезд  | 2                   |                     |                     |                     |                     |                     |                     |                     |            |            |            |                     |                     |                     |                     |                     |                     |                     |                     |                     |       |       |       |
|  | Ленинградский уезд       | Ленинградский уезд       | Ленинградский уезд       | Ленинградский уезд       | Ленинградский уезд       | Ленинградский уезд       | Ленинградский уезд       | Ленинградский уезд       | Ленинградский уезд       | Ленинградский уезд | Ленинградский уезд  | 2                   | 3                   |                     |                     |                     |                     |                     |                     |            |            |            |                     |                     |                     |                     |                     |                     |                     |                     |                     |       |       |       |
|  | Ленинградский уезд       | Ленинградский уезд       | Ленинградский уезд       | Ленинградский уезд       | Ленинградский уезд       | Ленинградский уезд       | Ленинградский уезд       | Ленинградский уезд       | Ленинградский уезд       |                    |                     |                     | 3                   |                     |                     |                     |                     |                     |                     |            |            |            |                     |                     |                     |                     |                     |                     |                     |                     |                     |       |       |       |
|  | Володарский район        | Володарский район        | Володарский район        | Володарский район        | Володарский район        | Володарский район        | Володарский район        | Володарский район        | Володарский район        | 1                  |                     |                     |                     |                     |                     |                     |                     |                     |                     |            |            |            |                     |                     |                     |                     |                     |                     |                     |                     |                     |       |       |       |
|  | Володарский район        | Володарский район        | Володарский район        | Володарский район        | Володарский район        | Володарский район        | Володарский район        | Володарский район        | Володарский район        | 1                  | Ленинградский уезд  | Ленинградский уезд  | Ленинградский уезд  | Ленинградский уезд  | Ленинградский уезд  | Ленинградский уезд  | Ленинградский уезд  | Ленинградский уезд  | Ленинградский уезд  | 3          |            |            |                     |                     |                     |                     |                     |                     |                     |                     |                     |       |       |       |
|  |                          |                          |                          |                          |                          |                          |                          |                          |                          |                    | Ленинградский уезд  | Ленинградский уезд  | Ленинградский уезд  | Ленинградский уезд  | Ленинградский уезд  | Ленинградский уезд  | Ленинградский уезд  | Ленинградский уезд  | Ленинградский уезд  | 3          |            |            |                     |                     |                     |                     |                     |                     |                     |                     |                     |       |       |       |
|  |                          |                          | Центральный район        | Центральный район        | Центральный район        | Центральный район        | Центральный район        | Центральный район        | Центральный район        | Центральный район  | Центральный район   | 2                   |                     |                     |                     |                     |                     |                     |                     |            |            |            |                     |                     |                     |                     |                     |                     |                     |                     |                     |       |       |       |
|  |                          |                          |                          |                          |                          |                          |                          |                          |                          |                    | Центральный район   | 2                   |                     |                     |                     |                     |                     |                     |                     |            |            |            |                     |                     |                     |                     |                     |                     |                     |                     |                     |       |       |       |
|  |                          |                          |                          |                          |                          |                          |                          |                          |                          |                    |                     |                     |                     |                     |                     |                     |                     |                     |                     |            |            |            |                     |                     |                     |                     |                     |                     |                     |                     |                     |       |       |       |
|  |                          |                          |                          |                          |                          |                          |                          |                          |                          |                    |                     |                     |                     |                     |                     |                     |                     |                     |                     |            |            |            |                     |                     |                     |                     |                     |                     |                     |                     |                     |       |       |       |
|  |                          |                          |                          |                          |                          |                          |                          |                          |                          |                    |                     |                     |                     |                     |                     |                     |                     |                     |                     |            |            |            |                     |                     |                     |                     |                     |                     |                     |                     |                     |       |       |       |
|  |                          |                          |                          |                          |                          |                          |                          |                          |                          |                    |                     |                     |                     |                     |                     |                     |                     |                     |                     |            |            |            |                     |                     |                     |                     |                     |                     |                     |                     |                     |       |       |       |

### Матчи
1/4 финала
| 14 сен | Выборгский район | В:П | Василеостровский район | Удельнинский парк |

| 14 сен | Петроградский район | 3:0     | Московско-Нарвский район | Поле «Красного путиловца» |
|        |                     | (отчёт) |                          |                           |

| 14 сен | Ленинградский уезд | 3:1     | Володарский район | Коломяги |
|        |                    | (отчёт) |                   |          |

1/2 финала
| 21 сен | Ленинградский уезд                    | 3:2     | Центральный район      | Коломяги         |
| | - ? 25′ - ? ~30′ - Никонов 53′ (пен.) | (отчёт) | - 52′ (пен.) ? - 58′ ? | Судья: Б.Малинин |
| Ленинградский уезд: Полежаев - Г.Гостев, Эд.Эммерих - П.Филиппов, Карнеев, С.Филиппов - Никонов, Маликов, Ф.Рябов, Кусков, Варфоломеев Центральный район: Данилевич - Рузанов, Окунь - Реш, Северов, Дембо - П.Григорьев, Барулин, Г.Иванов, В.Исаков, Сапожников |                                       |         |                        |                  |

| 21 сен | Петроградский район                | 3:1     | Выборгский район | Коломяги         |
| | - Колотушкин 2′ 74′ - Горелкин 87′ | (отчёт) | - 53′ М.Бутусов  | Судья: В.Быстров |
| Петроградский район: А.Рябов - Д.Штукин, Ежов - Кузьменко, Батырев, Гуськов - К.Егоров, Колотушкин, Горелкин, Антипов, А.Штукин Выборгский район: Гусев - Еремеев, Ф.Константинов - А.Петров, М.Кононов, Федюшин - В.Бутусов, М.Бутусов, А.Соколов, Судаков, Г.Смирнов |                                    |         |                  |                  |

### Финал
| Петроградский район                                    | 3:2     | Ленинградский уезд          |
| ------------------------------------------------------ | ------- | --------------------------- |
| - Батырев 18' (пен.) 28′ - А.Штукин 36′ - Горелкин 39′ | (отчёт) | - 7′ (пен.) Никонов - 73′ ? |

| Петроградский район: А.Рябов - Д.Штукин, Ежов - Кузьменко, Батырев, Гуськов - К.Егоров, Колотушкин, Горелкин, Антипов, А.Штукин Ленинградский уезд: Полежаев - Г.Гостев, Эд.Эммерих - П.Филиппов, Карнеев, Варфоломеев - Никонов, Маликов, Ф.Рябов, Кусков, С.Филиппов |

## Кубок Тосмена
В кубке победителей весенних кубков двух столиц (кубке Тосмена) команда Петроградского района 25 октября в Москве проиграла «Красной Пресне» — 1:3.

## Минорные соревновательные уровни
Победители в турнирах главных команд групп «А» «Б», «В», «Г»
| Группа «А» | Группа «Б» | Группа «В»                                                                                                  | Группа «Г» |
| --- | --- | --- | --- |
| - «Динамо» - «Красный Арсенал» - Ленинградский уездСлуцк - Володарский район«Б» - Петроградский район«Б» - Пролетарский завод - Табачная фабрика им.Урицкого | - «Смольный» - «Монетный двор» - Ленинградский уездПарголово - «Красный выборжец» - Трубный завод - Технологический институт - Мурманская железная дорога | - Ленинградский уездСестрорецк - «Севзап» - «Красный маяк» - «Балтзавод» - «Госмельница» - «Губпожар» - ДПК | - Эстонский клуб - Фабрика им.Халтурина - Ленинградский уездДетское село - Завод им.Ленина - «Красный треугольник» - «Севкабель» - Завод «Светлана» |
| Финал | | | |
| «Динамо» 4:0 «Красный Арсенал» | | Ленинградский уездСестрорецк 1:1 «Севзап»                                                                   | Эстонский клуб 0:0 Фабрика им.Халтурина |

## Комментарии
1. ↑  В отличие от команды с таким же названием старшей группы (так называемой "инструкторской" команды, укомплектованной "старыми" футболистами Петроградской футбол-лиги) играла "... лучшая футбольная команда района"[14] — по всей вероятности, имеется в виду сборная или лучший кружок так называемого "массового" футбола, номинально укомплектованные любителями без опыта выступлений в ПФЛ.
2. ↑  Также номинально "... лучшая "массовая" футбольная команда района"[14], составленная, тем не менее, из игроков бывшего клуба «Кречет».

### Периодика
- «Спартак» Ленинград 1924. РГБ — search.rsl.ru.
- «Красный спорт» Москва 1924. НЭБ — rusneb.ru.
- «Красная газета» Ленинград 1924. РНБ — primo.nlr.ru.